# アメリカ地理学協会
アメリカ地理学協会（アメリカちりがくきょうかい、英: American Geographical Society, AGS）は、地理学を職業とする者の組織として、1851年にニューヨーク市で結成された団体。協会のフェロー（会員）の大部分は、アメリカ人であるが、常に相当数のフェローが世界中から加わっている。協会は、地理学的知識の拡大を目指すとともに、そうした知識の普及、応用を通して、地理学者ばかりでなく、他の人々、とりわけ政策決定にたずさわる人々が地理学的知識を理解し、活用できることを目指し、様々な活動を展開している。アメリカ地理学協会は、アメリカ合衆国における、最も歴史が古い全国規模の地理学団体である。1世紀半に及ぶ歴史の中で、協会は特に、北極、南極、ラテンアメリカの3地域に関心を寄せてきた。協会によって支援された探検は、その遠征によって明確な科学的業績が生み出されなければならないという前提条件が、顕著な特徴 となっていた。

## 歴史
AGSは、慈善活動家、歴史家、出版事業者、編集者など、31人のニューヨーク市民によって、創設された。創設者たちの中には、ジョージ・フォルソム (George Folsom)、ヘンリー・グリネル (Henry Grinnell)、ヘンリー・ヴァーナム・プアー、ハイラム・バーニー (Hiram Barney)、アレキサンダー・アイザック・コシール (Alexander Isaac Cotheal)、ヘンリー・イヴリン・ピエルポント (Henry Evelyn Pierrepont)、S・デ・ウィット・ブラッドグッド (S. De Witt Bloodgood)、ジョン・ロメイン・ブロッドヘッド (John Romeyn Brodhead)、ジョシュア・リーヴィット (Joshua Leavitt)、アーチボルト・ラッセル (Archibald Russell)といった人々が含まれていた。
創設者たちは共通して極地探検に関心を持っており、フランクリン探検隊の遭難により、極地で消息を絶った夫ジョン・フランクリンの捜索を求めたジェーン・フランクリン (Jane Franklin) の要請に応じる形で、AGSを組織した。1851年9月に設立憲章を起草する委員会が設けられ、10月9日にニューヨーク市の地理学・統計学図書館 (the Geographical and Statistical Library) で開かれた会合で憲章の起草が着手された。AGSが正式に創設されたのは、ニューヨーク州当局に憲章が承認された1854年12月7日であった。
協会は、当初「アメリカ地理学・統計学協会 (American Geographical and Statistical Society)」という名称だったが、これはニューヨーク大学の「地理学・統計学図書館」で創設集会が行なわれたことによるものかもしれない。1871年に憲章の修正が行なわれ、名称から「・統計学 (and Statistical)」が除去され、「アメリカ地理学協会」が正式となった。
協会が当初に最も熱心に目指していたのは、政府の政策に影響を与えることであったが、1862年はじめにその第一歩が踏み出された。1月7日、公共の諸問題の現状に応じた課税制度の修正のために、特別委員会が編成された。この委員会が取りまとめた報告書は、印刷されて会員に配布されただけでなく、国会議員その他、合衆国中の公職にある人々に送られた。協会は、国際的に結びつき始めた地理学関係組織の動きに関わり、第1回の国際地理学会議に役員1名を参加させた。
第一次世界大戦中、パリ講和会議に向けた準備にあたる学際的な諮問機関が、政府の支援を受けてAGSの主導で組織され、その本部はニューヨークの協会の施設内に設けられた。1918年に停戦が成ると、ウッドロウ・ウィルソン大統領と米国代表団は、フランスへ船で向かった。この一行には、AGSの事務局長 (Director) イザイア・バウマン (Isaiah Bowman) と、バウマンが150人の地理学者、歴史学者、経済学者、統計学者、民族学者、政治学者、国際法学者らとともに編纂したトラック3台分の地理情報が同行していた。
協会は、1930年代におけるルイーズ・アーナー・ボイド (Louise Arner Boyd) の極地探検の多くに、技術的、専門的側面から支援を提供した。ボイドは、地理学者であり写真家でもあったイザイア・バウマンと長く友人として交流したことで、自らも生涯を通して地理学と写真術に関心を持ち、その関心は彼女の数多くの探検において計り知れない価値をもつことになった。協会はボイドの著作『The Fiord Region of East Greenland（東部グリーンランドのフィヨルド地域）』を出版し、1934年にポーランドのワルシャワで開かれた国際地理学会議に協会の代表として彼女を派遣した。この派遣の際、ボイドは地元の専門家とともにポーランド各地を旅し、農村地域の人々の生活、仕事、週間を記録したが、その内容はその後、第二次世界大戦中から戦後にかけて劇的に変化を遂げることになるものであった。協会は、ボイドの2冊目の著書『Rural Poland（ポーランドの農村）』を出版した。
第一次世界大戦後、協会は全世界を100万分の1の地図で網羅する国際的な取り組みの一環として、「ヒスパニック・アメリカ (Hispanic America)」全域の地図作製という野心的事業に乗り出した。1920年から1945年まで続けられたこの事業は、最終的に107面の地図を製作したが、その総経費50万ドル以上の大部分は、私的寄付によって賄われた。

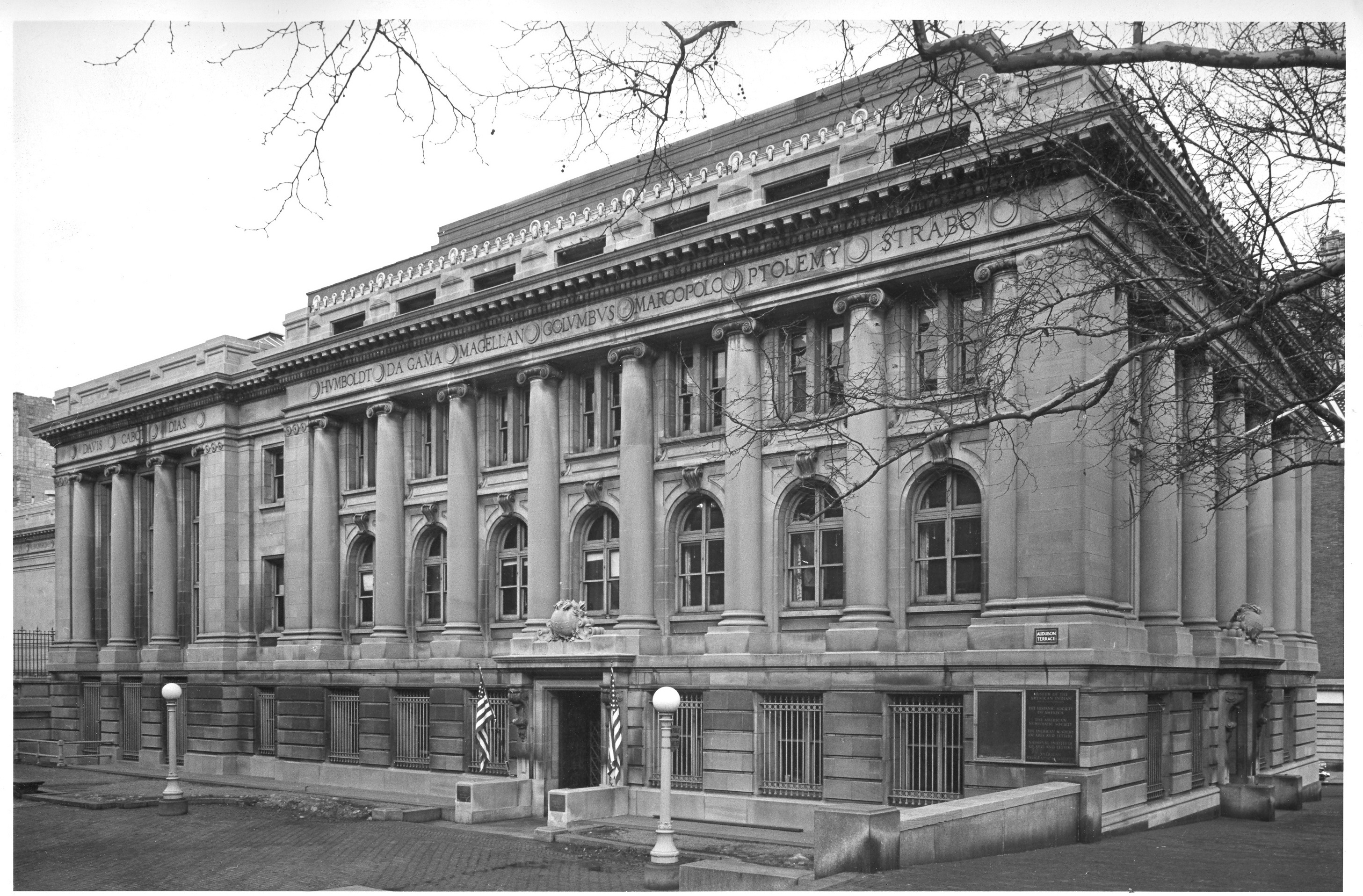
ブロードウェイと156丁目の角

第二次世界大戦中、協会は合衆国政府の40以上の機関を支援した。枢軸国側の牙城となっていた東ヨーロッパの緊張緩和工作に資するため、協会は米軍情報部に現地の民族誌データを提供した。
協会の本部は、当初はワシントン・スクエアのニューヨーク大学内に置かれていた。協会の講演会は、しばしば大学の礼拝堂で開催され、1858年まで、この状態が続いた。その後、1858年12月から、クリントン・ホール (Clinton Hall) と呼ばれていた旧アストル・オペラ・ハウス (Astor Opera House) の中の2部屋が、協会本部となった。1866年、協会は、9丁目 (Ninth Street) に接したクーパー・スクエア (Cooper Square) のクーパー・ユニオン（Cooper Union）内に移り、その後10年間そこに留まった。1911年、協会は、156丁目との角に近いブロードウェイ3755番地に移転した。この3階建ての建物は、アーチャー・ミルトン・ハンチントン (Archer Milton Huntington) の母親が寄贈した土地に、チャールズ・プラット・ハンチントン (Charles Pratt Huntington) の設計により建設されたものである。このオーデュボン・テラスの一角は、協会の所在地として最も広く知られることとなり、数多くの学者や高位の人々が訪れ、その中にはウッドロウ・ウィルソン大統領もいた。
その後も協会は、ニューヨーク市内で数々の移転を繰り返し、現在はブルックリン区コート・ストリート (Court Street) 32番地に所在している。

## 歴代会長
協会の歴代会長には、様々な背景の人々がおり、ニューヨーク市長もいれば、『ニューヨーク・タイムズ』紙の編集長もいた。初代会長だったジョージ・バンクロフトは、アメリカ合衆国の歴史家、政治家であり、中等教育の普及と公共政策の推進に顕著な功績があった。
歴代会長には、以下のような人々が含まれている。
1. ジョージ・バンクロフト - 1852年 - 1854年
2. フランシス・L・ホークス (Francis L. Hawks) - 1854年 - 1861年
3. ヘンリー・グリネル (Henry Grinnell) - 1861年 - 1864年
4. チャールズ・パトリック・デイリー (Charles Patrick Daly) - 1864年 - 1899年
5. セス・ロウ (Seth Low) - 1900年 - 1901年
6. ロバート・エドウィン・ピアリー - 1903年 - 1907年
7. アーサー・ミルトン・ハンチントン (Archer M. Huntington) - 1907年 - 1911年：名誉会長 1911年 - 1916年
8. ジョン・グリーノー (John Greenough) - 1916年 - 1925年：名誉会長 1925年 - 1934年
9. ジョン・ハストン・フィンリー (John Huston Finley) - 1925年 - 1934年：名誉会長 1934年 - 1940年
10. ローランド・L・レッドモンド (Roland L. Redmond) - 1934年 - 1947年
11. リチャード・アプジョン・ライト (Richard Upjohn Light - 1947年 - 1950年

会長以外の役員
- イザイア・ボウマン - 執行責任者 (Director)：1915年 - 1935年
- ジョン・K・ライト (John K. Wright) - 執行責任者：1938年 - 1949年

## 地理教育

### 出版
協会は、査読制度をとる地理学専門の学術誌『Geographical Review』を刊行している。同誌には、地理学における最新の話題や、地域問題などの記事が掲載されている。さらに、協会は、40頁建てのフルカラーによる『Focus' in Geography』も刊行しており、学生、教師、行政職、あるいは、生徒の父母といった、より広い読者を対象にした様々な主題を取り扱っている。同誌の執筆や編集にあたっているのは、学術的・職業的な地理学者たちであり、特集ページのほか、地図や写真が盛り込まれ、国別の特集号が出されることもある。
年3回刊行される『Ubique』紙は、協会のニュースレターで、協会に関わるニュースや行事のお知らせを伝える機関紙である。同紙は、すべての正会員 (Fellow)、賛助会員 (Associates)、協会によるメダルの受賞者、各大学等の地理学部門の代表者、ガリレオ・サークル (Galileo Circle) と称する友の会の会員に送付される。
協会は、環境、政治、経済開発など、様々な人類にとっての重大問題について、地理学者の声をメディアに送っている。協会の「ライター・サークル (Writers Circle)」は、地政学、空間テクノロジー（地理情報システム (GIS) や空間モデリング）、水資源管理、地球規模の気候変動、グローバリゼーション、都市の成長と変化、社会問題など、地球社会にとって重要な問題について、論評や Op Ed（新聞社外の専門家による署名記事）を送り出している。

### 遠征
地理的理解を深めるため、協会は様々な場所への遠征の企画を行なってきた。
協会が関わる遠征には、次の3つのカテゴリーがある。
- 協会のスタッフが企画し、引率する遠征
- その他の遠征で、協会のスタッフが参加するもの
- 協会の援助のもとで行なわれるか、何らかの支援を受けて行なわれる遠征

過去の特筆すべき事例：
- 1912年、大陸横断巡検 (Transcontinental Excursion) が、協会によって計画、実施された。これを発案したのはウィリアム・モーリス・ディヴィス教授で、彼は1908年に「ヨーロッパとアメリカの諸大学の学生たちに開かれた、ヨーロッパでの地理学巡検を行なうというユニークな実験を実現しようと試みた」。この巡検はヨーロッパとアメリカの地理学者たちの交流を促進した[13][14]。
- 現在、協会は、合衆国における諸外国の地域や人々についての理解を改善し、ひいては国際的誤解を減らして、自然災害、人災事故、テロ攻撃、戦争時などにおける人道支援を改善すべく、専門家チームの派遣を行なっている。協会はまた、多様な縮尺における地理情報システム (GIS) を世界各地について構築し、雑多なGISデータを集積するとともに、参加型GISを運用して、地域専門家たちい新たな技能を育成し、GISデータを無料で公開し、その成果を一般向けのメディアや学術誌で発表している。これらの遠征は、協会の執行責任者であったイザイア・ボウマンを讃えて、「ボウマン・エクスペディション (Bowman Expedition)」と称されている。

その他の事例：
- アイザック・イズラエル・ヘイズ (Isaac Israel Hayes) の北極点に到達した北極遠征
- ロバート・ピアリーの極地遠征
- パウエル探険隊 (1869年) (Powell Expedition) – グランドキャニオンの探険調査

### アーカイヴ
協会のアーカイヴは、私的に維持されているものとしては西半球最大の地理学研究図書館、地図コレクションとなっている。アーカイヴには、野帳（フィールドノート）、オリジナル地図、スケッチ、写真、日誌、書簡類、遠征旗やその他の記念品、装備品、電報、新聞記事の切り抜き、行事の式次第、無線交信記録、議事録、その他の文書や文物が含まれている。協会の図書館には、ラテンアメリカや、両極地域からの膨大な量の収集品があり、15世紀に遡るものも含め、その数は100万点以上に達している。地図、地図帳、書籍、図書館関係のアーカイヴなどは、1978年にウィスコンシン＝ミルウォーキー大学 (University of Wisconsin–Milwaukee) へ移管されている。2011年からニューヨークの協会本部と、（ウィスコンシン＝ミルウォーキー大学の）協会図書館は、アーカイヴの電子化と、新たな検索システムの構築に乗り出した。

### AGS 旅行プログラム
1984年以来、協会は一般向けの旅行プログラムの提供を始め、250件以上の教育的内容の旅行企画を提供してきた。この旅行プログラムの講師陣は、地理学専門家、協会フェロー、旅行先の地域についての権威たちが務めている。旅行手段は様々で、ときにはプライベートのジェット機や船が使用されることもある。

## 飛行家と冒険家の地球儀

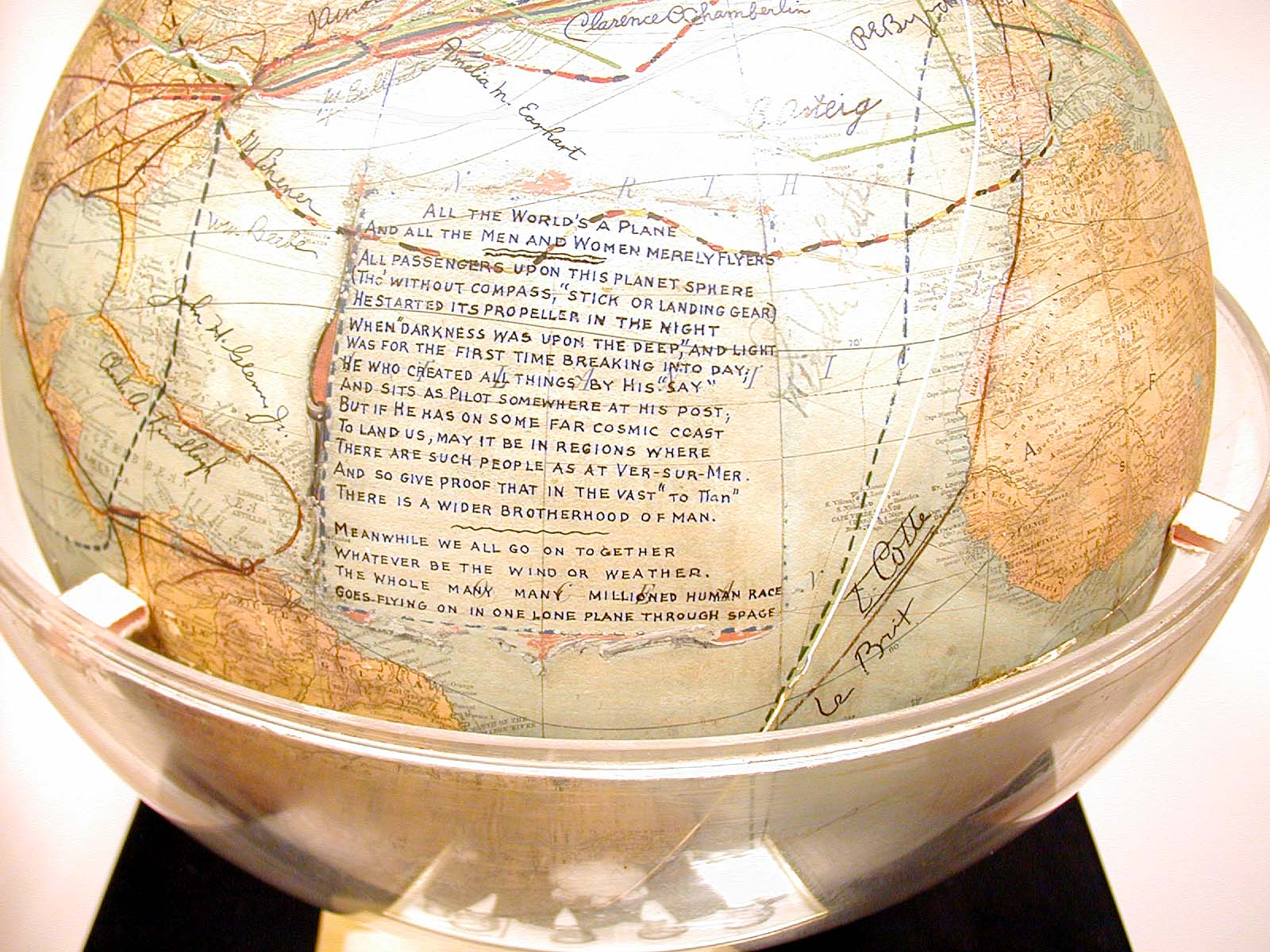
飛行家と冒険家の地球儀

1929年、協会は、当時の会長ジョン・H・フィンリーから「飛行家と冒険家の地球儀 (Fliers’ & Explorers’ Globe)」を寄贈された。『ニューヨーク・タイムズ』紙の編集長であったフィンリーは、当時の初期探険、飛行の英雄たちを招き、この直径18インチの地球儀に、彼らの経路を書き込んで署名をしてもらった。協会はその後もこの習慣を続け、人類の世界/宇宙探検への衝動の象徴を創り上げた。
「飛行家と冒険家の地球儀」に署名したのは、地球上の特定の場所へ記録が残る限りの歴史上最初に到達した人々や、到達高度や深度の新記録に達したり、新たな旅行手段の先駆となったり、飛行に関わる新記録を打ち立てた人々である。その中にはチャールズ・リンドバーグ、アメリア・イアハート、サー・エドモンド・ヒラリー、ウィリアム・ビービ (William Beebe)、ルイーズ・アーナー・ボイドや、アポロ13号の飛行士たちが含まれている。
「飛行家と冒険家の地球儀」への新たな署名者の追加は、協会の遠征委員会 (Exploration Committee) が提案し、報賞委員会 (Honors Committee ) が決定した上で、協会総会が承認しなければならない。
en:List of Fliers' & Explorers' Globe Signers

## メダルと賞
協会は、数多くのメダルや賞を授与してきた。
- 名誉フェロー称号
- アレクサンダー&イルズ・メラミッド・メダル (The Alexander & Ilse Melamid Medal)
- カラム地理学メダル
- チャールズ・P・デイリー・メダル (Charles P. Daly Medal)
- サミュエル・フィンリー・ブリース・モールス・メダル (Samuel Finley Breese Morse Medal)
- デイヴィッド・リヴィングストン・センテナリー・メダル (David Livingstone Centenary Medal)
- ジョージ・デイヴィッドソン・メダル (George Davidson Medal)
- オズボーン・メイトランド・ミラー・メダル (Osborn Maitland Miller Medal)
- ヴァン・クリーフ記念メダル (Van Cleef Memorial Medal)
- ポール・P・ヴォーラス・メダル (Paul P. Vouras Medal)
- リグレー＝フェアチャイルド賞 (Wrigley-Fairchild Prize)